# バロト・サヤ

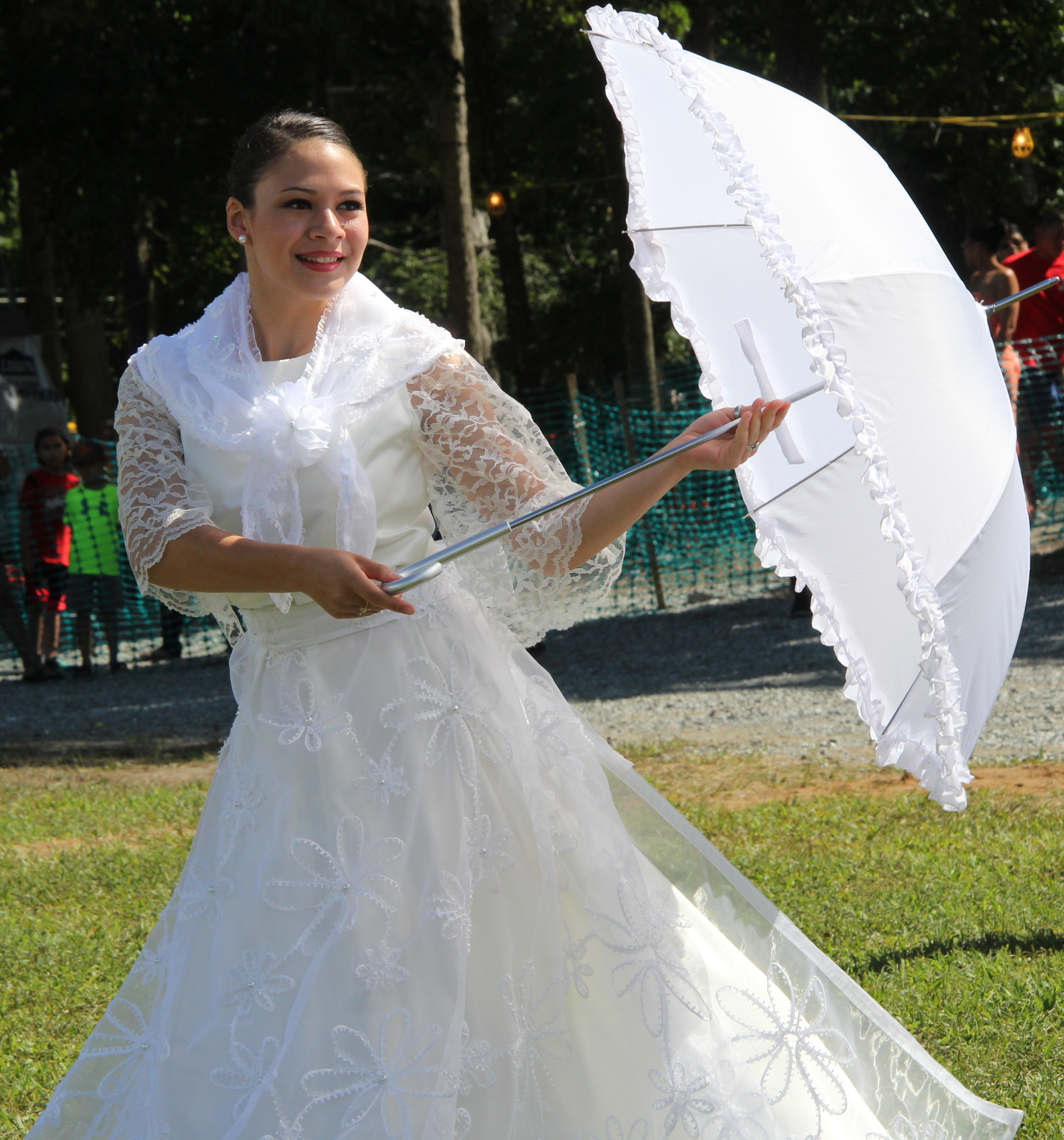
モダンな民族衣装トラヘ・デ・メスティーサを着たダンサー（2015年リッチモンド・フィリピン・フェスティバル）

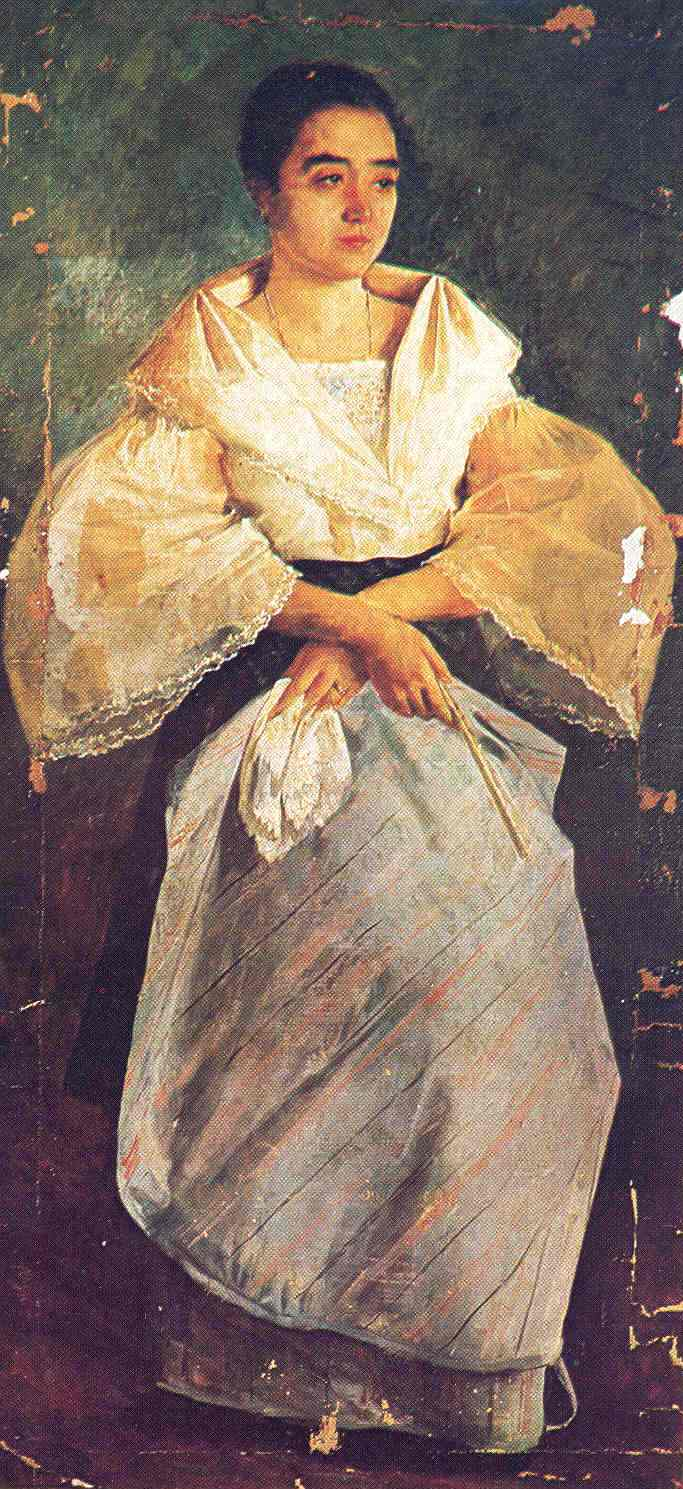
ブラカン州の上流階級の女性像。この絵の愛称「マリア・クララ」は衣裳の別称に由来。（フアン・ルナ作『ブラカンの女性』1895年）

バロトサヤ（スペイン語: baro’t sayaまたは英語: baro at saya）は、フィリピン女性の伝統衣装の一式のことで「ブラウスとスカート」の意。民族衣装であり、植民地時代以前の古来の服装儀礼に植民地時代のスペイン帝国の装いの両方の要素を組み合わせた。伝統的にブラウス、ロングスカート、肩かけのショール（パニュエーロ（en））、スカートの上に着ける巻きスカート（タピスまたはパタジョング）の4つで構成される。
バロトサヤにはいくつかのパターンがあり、プリンキピア（Principalía、貴族層）のみが着たマリア・クララまたはフィリッピーナは別名トラヘ・デ・メスティーサ（traje de mestiza）と呼ばれる。地方色が強いビサヤのキモナは刺繍入りの半袖またはポンチョ型のブラウスとパタディヨン（スカート）のアンサンブルである。通称テルノという正装のガウン、それよりもカジュアルなバリンタワク（カクテルドレス）もあり、対する男性の正装はバロン・タガログという。

## 語源
バロトサヤは「バロ・アト・サヤ」の短縮形で、タガログ語の「シャツ」または「衣類」（baro）とスペイン語の「スカート（saya）の合成語。文字通り「ブラウスとスカート」を意味する。

## 構成
バロトサヤはアンサンブルで、4つのパーツに分かれる。ブラウス（バロまたはカミサ）とロングスカート（サヤまたはファルダ）、肩にかける小ぶりのショール（パニュエーロ、フィチュ、アランパイ）に加えて、スカートの上に着用する筒状もしくは1枚布の短い巻きスカート（タピスまたはパタディヨン）を用意する。

## 歴史

### 植民地時代以前

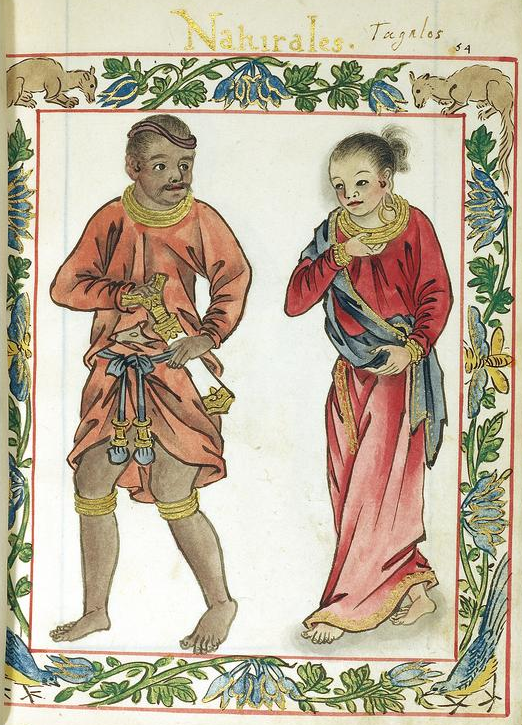
バロを着用したマギヌー（タガログ語で貴族）。『ボクサー・コーデックス』（1590年頃）

フィリピンの植民地時代以前、バロトとは男女がともに身につける上下2点の服装であった。体に沿った長袖シャツの上に、タピスと呼ばれる1枚布または筒状の布を腰または胸高に巻き、ベルトや糸を編んだ細帯で固定したり、片方の肩に結び目を作る。その上から襟のない簡素な形のシャツもしくは上着のバロを羽織る。女性はバロの上にブレスレットを着用する習慣で、これらの衣類はフィリピンの非キリスト教徒のグループには、現在も引き継がれている。

### スペイン植民地時代

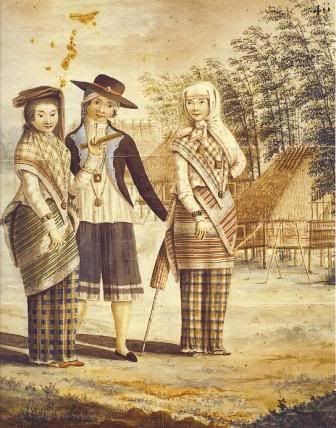
フアン・ラヴェネット（en）作『マニラのメスティーソたち』。18世紀フィリピンの女性は市松模様（パレス）の細身のロングスカート（サヤ）を履いている。男性はヨーロッパ風の服装。（1792頃-1794頃）

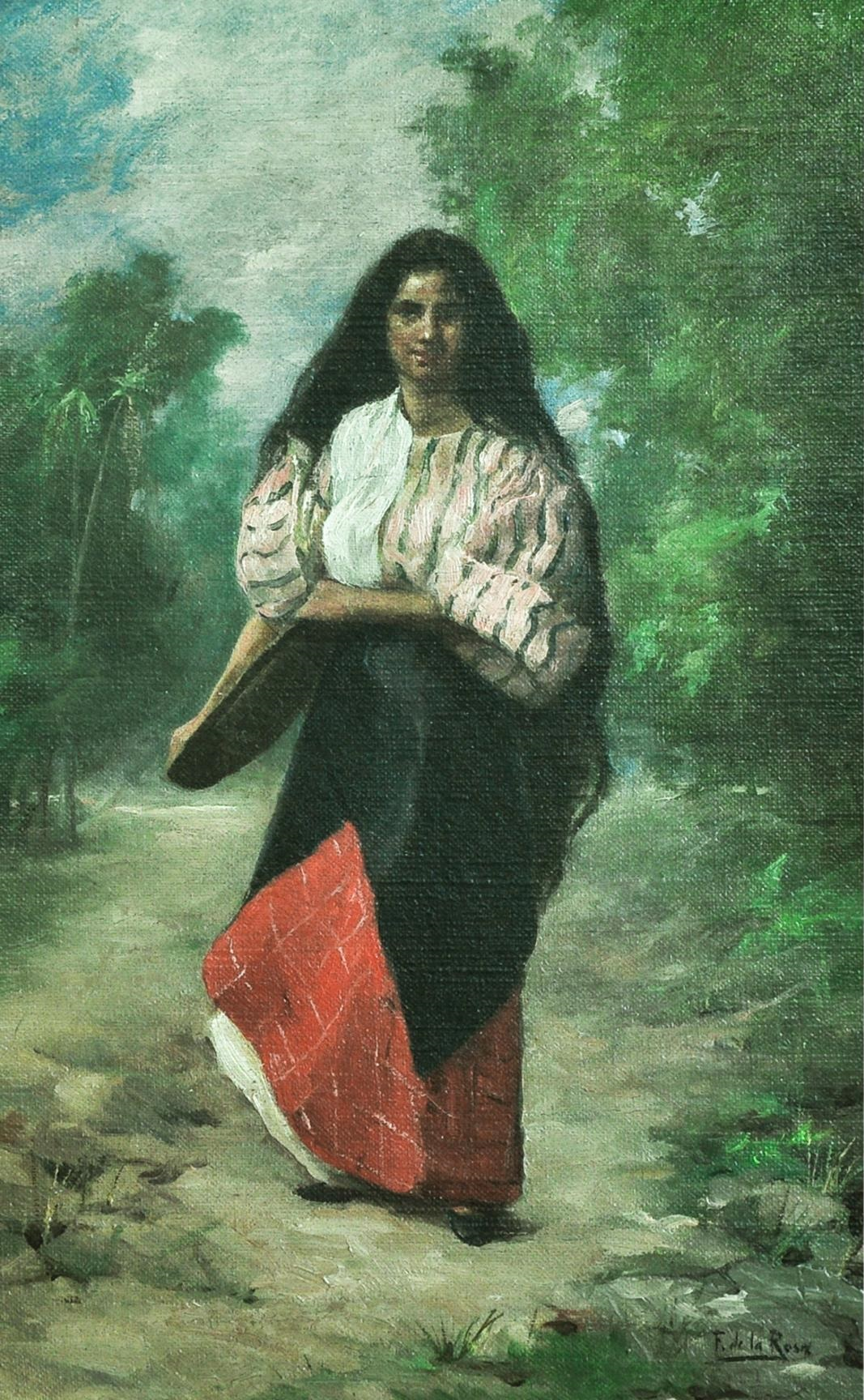
バロトサヤ姿の労働者階級の女性。ファビアン・デ・ラ・ロサ作『フィリピン娘』（19世紀）

植民地時代のスペインの聖職者は、植民地時代以前の女性の服装をつつましやかと見なし、タピスの下に着用するロングスカートを導入した。ビサヤ語ではこれを長いあいだ「パタディヨン」と呼び、「サヤ」と改めるのは19世紀に入ってからである 。
18世紀後半を迎えたフィリピンで、女性は日常に「パレス」（ペア）という基本形の服装2種を着こなした。ひとつは足首丈のサヤ（通常は市松模様）に襟なしの上着またはブラウス（通常は無地）。もうひとつはパレスといい、サヤよりも細身で筒状のスカートを履いてウエストを紐で止め、腰幅との差はひだを折ってピンで固定した。植民以前から引き継いだものは上着（バロ）でスタイルはほぼ変わらず、細身の袖はぴったりと腕に沿う。上下のアンサンブルとタピスの組み合わせは続いており、着用方法は現在の巻スカート型よりもバラエティーがあった。肩にかける布はスカートと同じ透けない布で作ってあり、パニュエーロという名は「ハンカチ」を意味する。
サヤを縫う布は、初期にはビサヤの高地で織ったパナイが使われた。19世紀後半に似た織物が輸入され、特にインド産のカンパヤを取り入れている。
18世紀の裾周りが狭いパレスは、実用的ではなかった。1820年代から1840年代にかけ、貴族階級の女性は伝統的なサヤから西洋風のロングスカート「サヤ・ア・ラ・マスコタ」に切り替えていく。通常は足首丈で、労働者階級の女性は働きやすいように、ふくらはぎの半ばの短めに履き、子どもには膝丈も許された。
社会階層が服装のデザインと要素に急速に反映される19世紀半ば以降、たとえばフィリピン女性の服装の特徴であったタピスの丈は、1840年代から1860年代にかけて短くなる。先住民は丈を長くして身につけたものの、使用人のエプロンに似ていると言ってスペイン女性と一部のメスティーソは嫌がった。その様子はホセ・リサールの小説に描かれ、主人公マリア・クララは混血でバロトサヤにタピスを合わせるものの、先住民出身で「半島人」と結婚したドーニャ・コンソラシオンはタピスのない洋装のドレスで登場する。

## ギャラリー

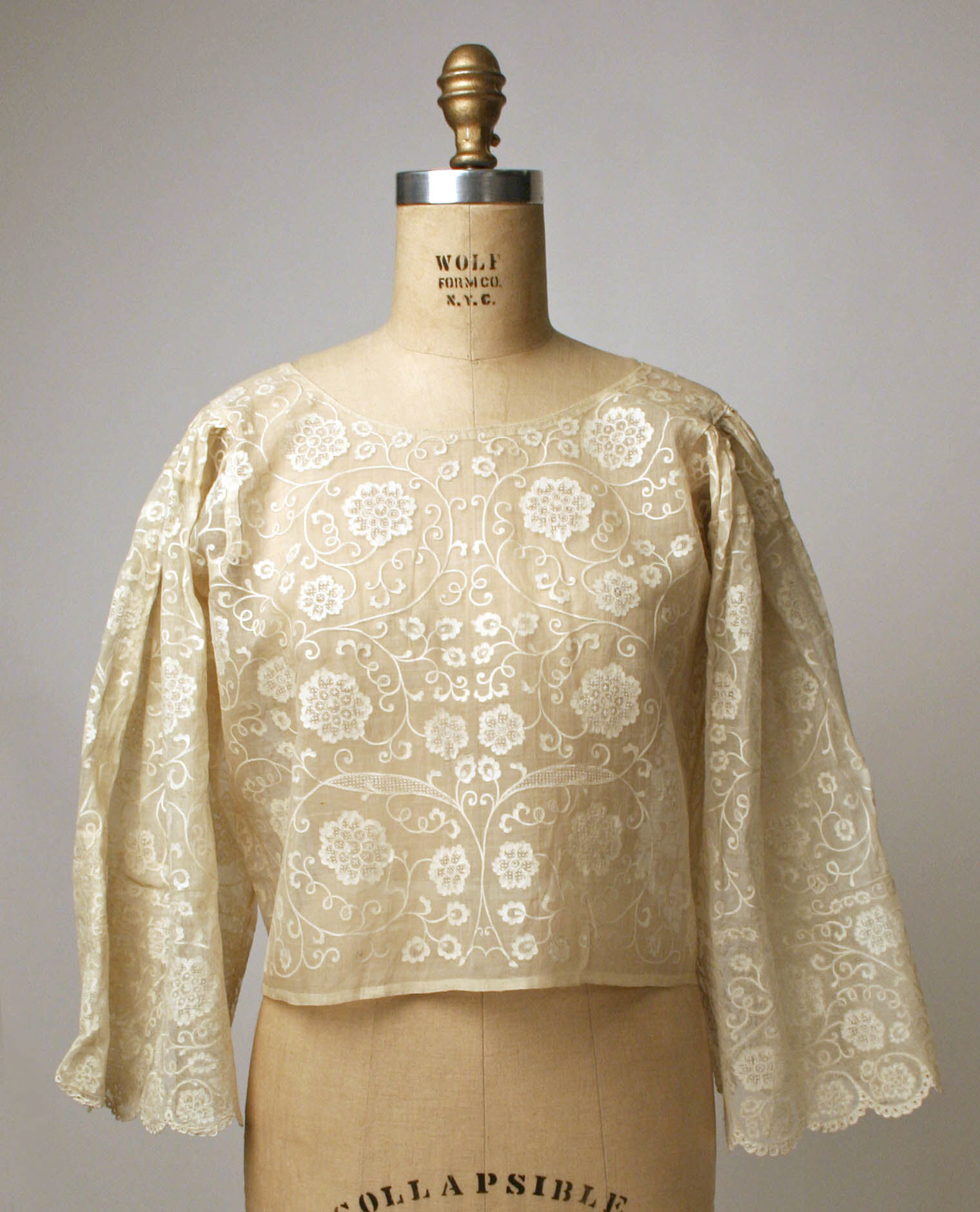
「カミサ」（19世紀、メトロポリタン美術館収蔵）
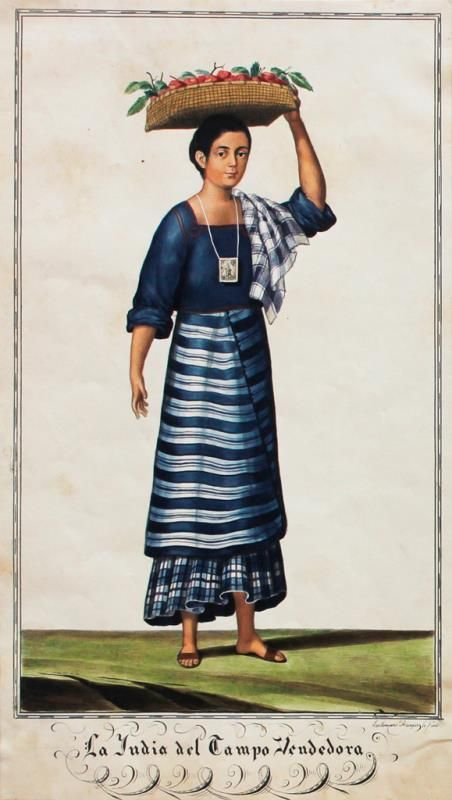
フスティニアノ・アスンシオン（en）『先住民の農家の女性』（1855年頃）
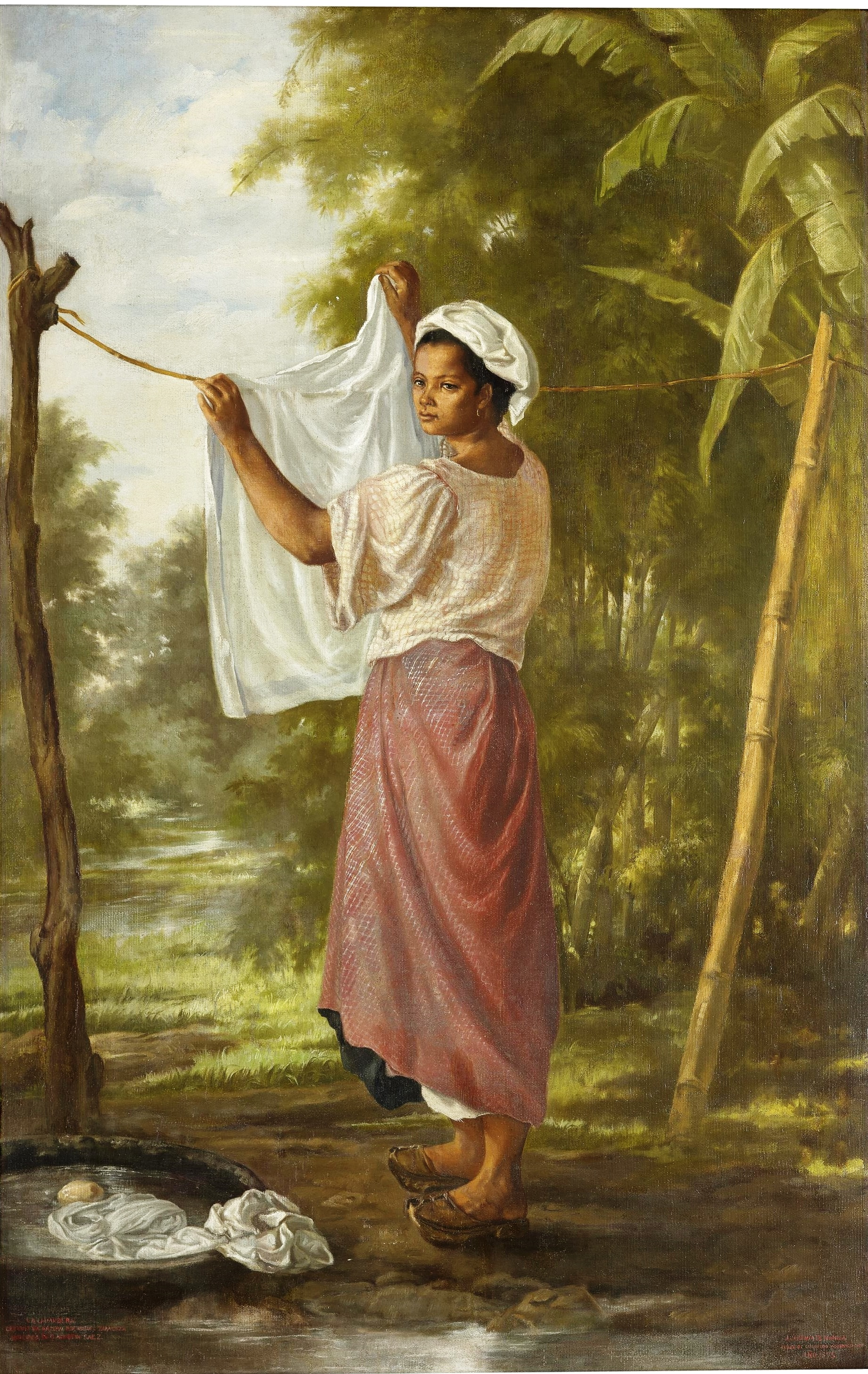
ミゲル・サラゴサ作（en）『洗濯女』（1875年頃、プラド美術館収蔵）
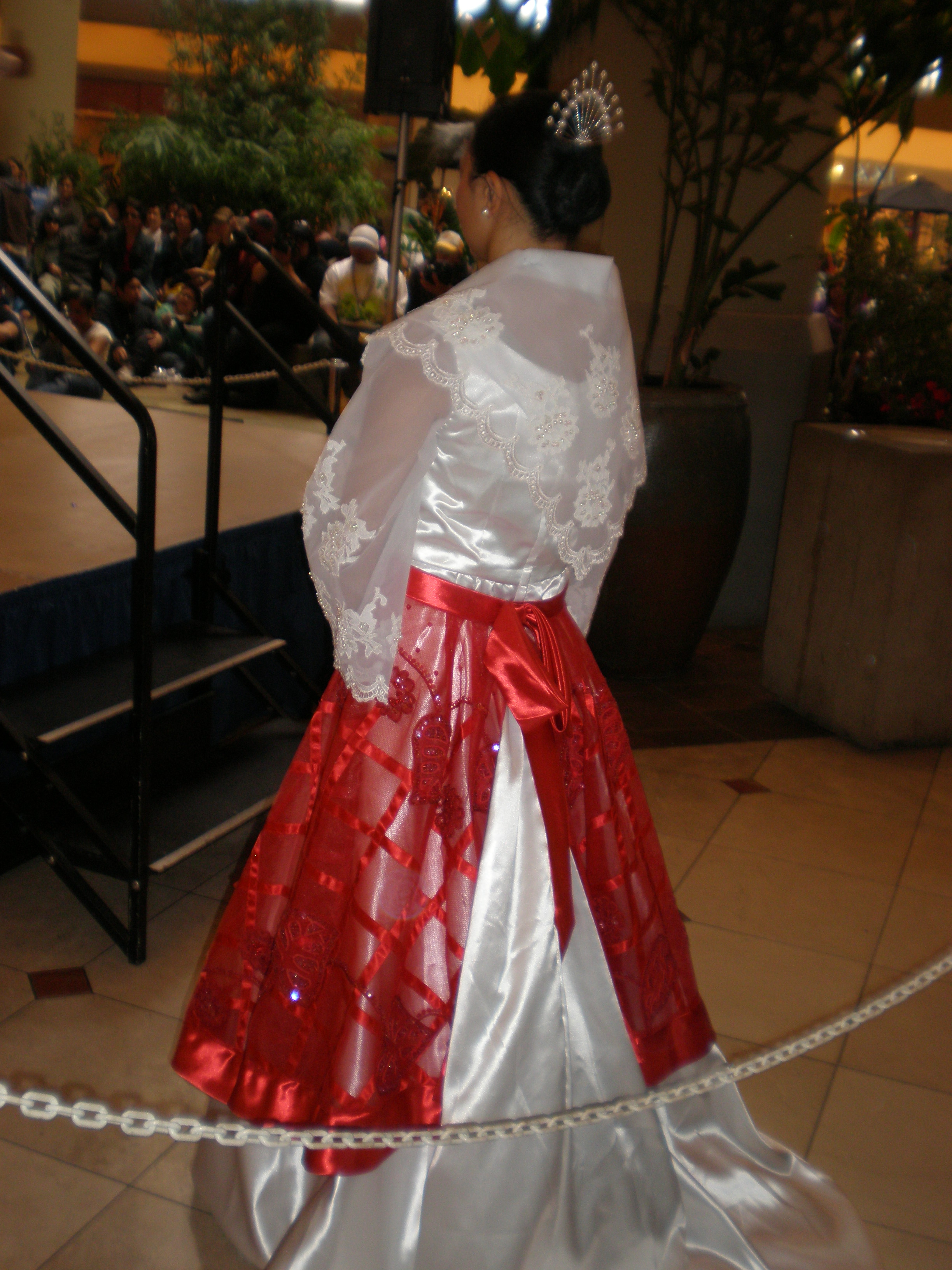
マリア・クララを着たパランガル舞踏団の女性団員。これから一連の踊りを披露する。カリフォルニア州デイリーシティ（en）、第14回フィリピン・アメリカ交遊会。
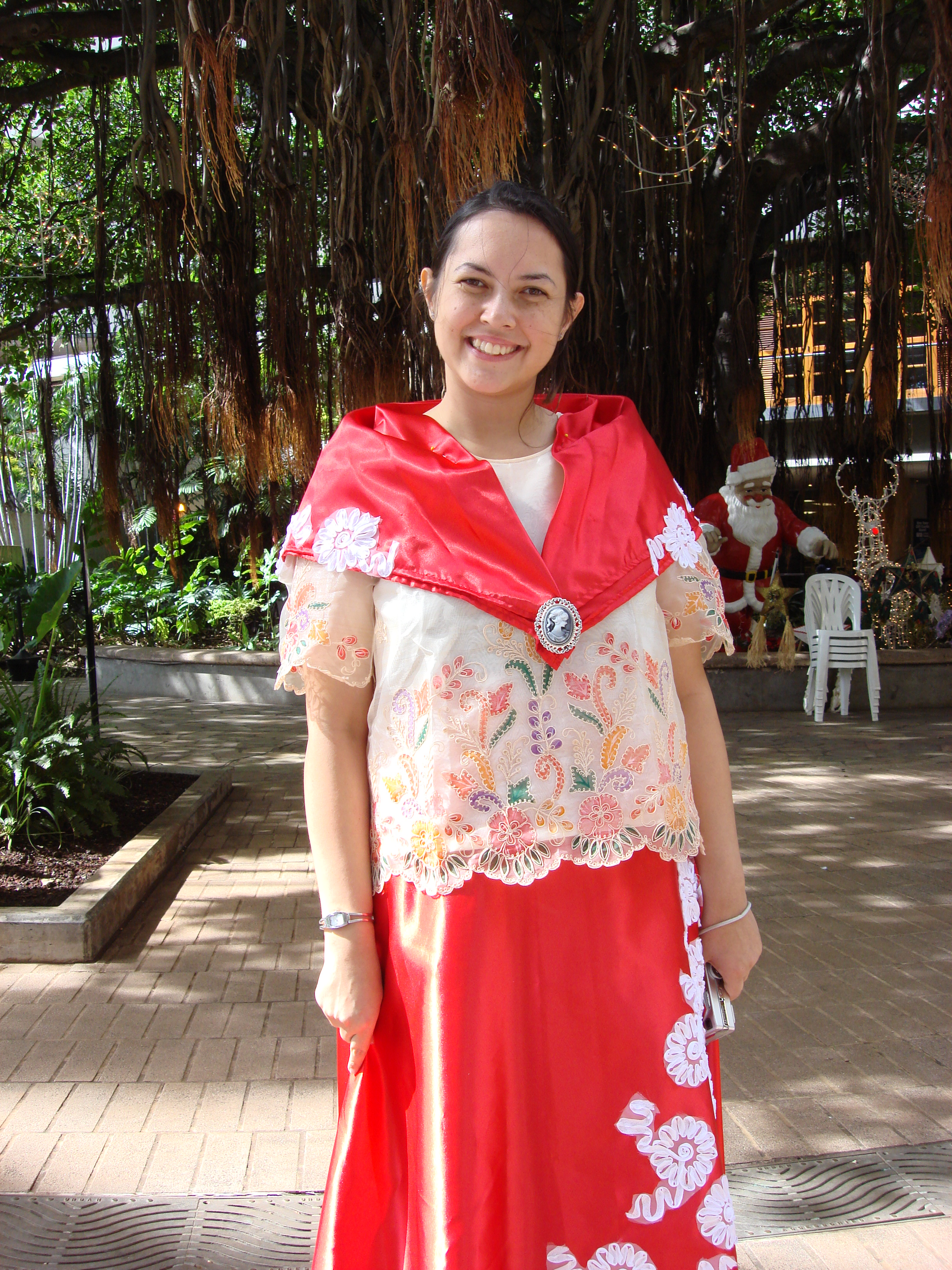
バロトサヤ姿の女性。ハワイ、2007年アジア太平洋アメリカ遺産月間（en）